# Pheidole wilsoni
Pheidole wilsoni är en myrart som beskrevs av Mann 1921. Pheidole wilsoni ingår i släktet Pheidole och familjen myror. Inga underarter finns listade i Catalogue of Life.